# Попов, Иван Степанович
Иван Степанович Попов (1914—1985) — советский военнослужащий. Участник Великой Отечественной войны. Герой Советского Союза (1945). Гвардии старший сержант.

## Биография
Родился 29 марта 1914 года в селе Солёное Займище Черноярского уезда Астраханской губернии Российской империи (ныне село Черноярского района Астраханской области Российской Федерации) в семье рабочего. Русский. Окончил начальную школу. До призыва на военную службу работал кузнецом.
В ряды Рабоче-крестьянской Красной Армии был призван Черноярским районным военкоматом Сталинградской области 22 августа 1941 года. Окончил школу младших командиров. В боях с немецко-фашистскими захватчиками младший сержант с 10 июля 1942 года в должности командира сапёрного отделения 326-го армейского инженерного батальона 62-й армии, которая 12 июля 1942 года вошла в состав Сталинградского фронта. Участник Сталинградской битвы. В ходе сражения за Сталинград Иван Степанович работал на паромных переправах через Волгу, обеспечивая снабжение подразделений армии пополнением, боеприпасами, продуктами питания и эвакуировал раненых. После завершения Сталинградской битвы в марте-апреле 1943 года инженерные соединения 62-й армии участвовали в строительстве оборонительных сооружений на левом берегу реки Оскол. 5 мая 1943 года за массовый героизм воинов в Сталинградской битве 62-я армия была переименована в 8-ю гвардейскую армию. В июле 1943 года на Юго-Западном фронте гвардии сержант И. С. Попов обеспечивал форсирование частями армии реки Северский Донец в ходе Изюм-Барвенковской операции.
После завоевания и закрепления плацдармов на правом берегу Днепра сапёры 326-го армейского инженерно-сапёрного батальона осуществляли переправу подразделений и вооружения у села Лоцманская Каменка. Исполняя обязанности старшего парома, двое суток самоотверженно работал на переправе без сна и отдыха, осуществив за это время 36 рейсов через Днепр и перевезя в общей сложности 75 тонн грузов.
Зимой — весной 1944 года на 3-м Украинском фронте участвовал в освобождении Правобережной Украины и части Молдавии (Никопольско-Криворожская, Березнеговато-Снигирёвская и Одесская операции), форсировал реки Ингулец, Ингул, Южный Буг и Днестр.
В июне 1944 года инженерные части 8-й гвардейской армии были сведены в 64-ю инженерно-сапёрную бригаду и переформированы. Гвардии сержант И. С. Попов получил назначение на должность командира сапёрного отделения 270-го инженерно-сапёрного батальона. Во время Люблин-Брестской операции участвовал в форсировании рек Турья, Западный Буг и Вепш, освобождении городов Любомль и Люблин. Особо отличился при форсировании реки Вислы, в результате которого подразделениями армии был захвачен плацдарм на левом берегу реки, получивший название Магнушевского.
1 августа 1944 года командовал расчётом парома на переправе в районе посёлка Пшевуз-Тарновский. Погрузив на плавсредство артиллерийское вооружение и личный состав, Попов отчалил от правого берега, но в это время немецкие штурмовики атаковали переправу, один из понтонов загорелся. Гвардии старший сержант Попов первым бросился к штабелям с артиллерийскими снарядами и сбросил в воду горящий ящик с боеприпасами. Затем пресёк возникшую панику и организовал тушение пожара. Когда огонь был ликвидирован, со своими бойцами заделал пробоины в понтонах и благополучно довёл паром до правого берега. За отвагу и геройство, проявленные при форсировании реки Вислы, указом Президиума Верховного Совета СССР от 24 марта 1945 года гвардии старшему сержанту Попову Ивану Степановичу было присвоено звание Героя Советского Союза.
В кампании 1945 года гвардии старший сержант И. С. Попов в ходе Варшавско-Познанской, Восточно-Померанской и Берлинской наступательных операций, обеспечивал форсирование подразделениями 8-й гвардейской армии рек Пилица, Варта, Обра, Одер, Шпрее, Даме, каналов Ландвер и Тельтов, участвовал в освобождении польских городов Едлинск, Лодзь, Познань, Кюстрин и штурме Берлина.
После окончания Великой Отечественной войны был демобилизован. Жил и работал в городе Астрахань, где скончался 21 марта 1985. Похоронен в Астрахани.

## Награды
- Медаль «Золотая Звезда» (24.03.1945);
- орден Ленина (24.03.1945);
- орден Отечественной войны 1-й степени;
- медали, в том числе:
  - медаль «За отвагу» (02.03.1945);
  - медаль «За боевые заслуги» (18.11.1943);
  - медаль «За оборону Сталинграда».

## Документы
- Общедоступный электронный банк документов «Подвиг Народа в Великой Отечественной войне 1941—1945 гг.» Дата обращения: 26 ноября 2012. Архивировано из оригинала 13 марта 2012 года.

Представление к званию Героя Советского Союза и указ ПВС СССР о присвоении звания. Дата обращения: 26 ноября 2012. Архивировано 23 января 2013 года.
Медаль «За отвагу» (наградной лист и приказ о награждении). Дата обращения: 26 ноября 2012. Архивировано 23 января 2013 года.
Медаль «За боевые заслуги» наградной лист и приказ о награждении). Дата обращения: 26 ноября 2012. Архивировано 23 января 2013 года.